# Huginn Saxum
L'Huginn Saxum è una struttura geologica della superficie di 101955 Bennu.